# Rio Trinity (Texas)
O rio Trinity é um rio do Texas que percorre com este nome 885 km, mas que se se contar uma das suas fontes, o rio West Fork, alcança os 1140 km, que o converte em um dos rios primários mais longos dos Estados Unidos.
Tem uma ala extrema no norte do Texas a uns quantos quilómetros a sul do rio Red of the South (Vermelho do Sul). O seu nome aparentemente deriva da «Santíssima Trindade», e foi dado em 1690 pelo explorador espanhol Alonso de León (c. 1639—1691).

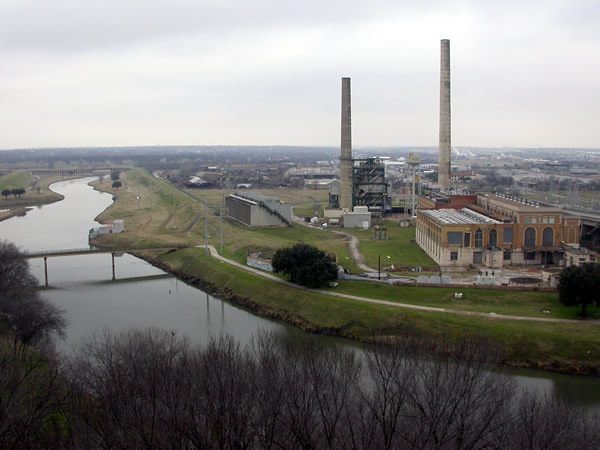
O Trinity à passagem por Fort Worth.

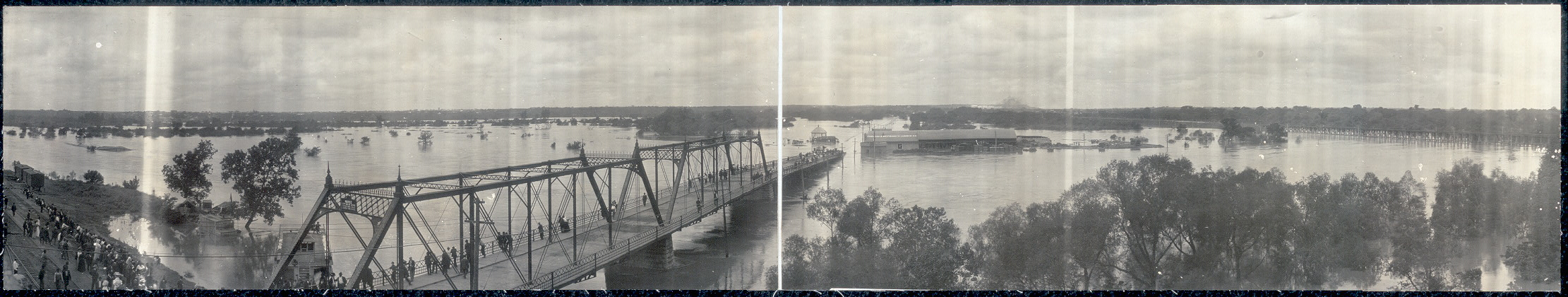
Inundação do Trinity em 1908

Banha Fort Worth e Dallas.